# Grand Prix Beeckman-De Caluwé
Le Grand Prix Beeckman-De Caluwé est une course cycliste belge disputée autour de Pollare, dans la commune flamande de Ninove (Flandre-Orientale). Créée en 1943, cette kermesse professionnelle porte le nom des anciens cyclistes Camille Beeckman et Edgard De Caluwé,. 
Durant son existence, l'épreuve est organisée par le Koninklijke Denderclub Ninove, une association à but non-lucratif. Elle compte à son palmarès des vainqueurs prestigieux comme Rik Van Looy, Peter Van Petegem ou Arnaud Démare. 

## Palmarès
| Année | Vainqueur               | Deuxième               | Troisième               |
| ----- | ----------------------- | ---------------------- | ----------------------- |
| 1943  | Frans Cools (nl)        |                        |                         |
| 1944  | Marcel Kint             |                        |                         |
| 1945  | Edgard De Caluwé        | Petrus Van Verre       | Gerard Buyl (nl)        |
| 1946  | Edward Van Dyck         | Gustaaf Van Overloop   | Albert Ramon            |
| 1947  | Jules Depoorter         | Albert Van Herzele     | Desiré Stadsbader       |
| 1948  | Emiel Rogiers (nl)      | Achiel Buysse          | Edward Peeters          |
| 1949  | Lode Anthonis           | Karel De Baere         | Michel Remue            |
| 1950  | Albert Ramon            | Martin Van den Broeck  | August Robberechts      |
| 1951  | René Mertens            | Jozef De Feyter        | Frans Loyaerts (ca)     |
| 1952  | Roger De Corte          | Louis Brusselmans      | Gilbert Desmet          |
| 1953  | Jozef Schils            | Julien Van Dycke       | Karel De Baere          |
| 1954  | Pino Cerami             | Ernest Sterckx         | Jozef Schils            |
| 1955  | Frans Schoubben         | René De Smet           | Jacques Schoubben (ca)  |
| 1956  | Emiel Van Cauter        | Raf Jonckheere         | Edgard Sorgeloos        |
| 1957  | Jan Van Gompel          | Jos Hoevenaers         | Jozef Reyns             |
| 1958  | Gentiel Saelens         | Karel De Baere         | Maurice Meuleman        |
| 1959  | Gerrit Voorting         | Karel Clerckx          | Jozef Sels              |
| 1960  | Willy Schroeders        | Joseph Bosmans         | Karel Clerckx           |
| 1961  | Rik Luyten              | Joseph Vloeberghs      | Émile Daems             |
| 1962  | Norbert Kerckhove       | Roger Coppens (nl)     | Piet Rentmeester        |
| 1963  | Ludo Janssens           | Guillaume Demaer       | Willy Raes              |
| 1964  | Roger Cooreman          | Willy Verbruggen       | Willy Van Driessche     |
| 1965  | Rik Van Looy            | Willy Monty            | Vin Denson              |
| 1966  | Walter Godefroot        | Leopold Van den Neste  | Remi Van Vreckom (nl)   |
| 1967  | Remi Van Vreckom (nl)   | Hugo Hellemans         | Jozef Boons             |
| 1968  | Etienne Sonck           | Jean-Pierre Meyhi      | Willy Van Elsuwe        |
| 1969  | Martin Van den Bossche  | Marc De Block (nl)     | Wilfried Peffgen        |
| 1970  | André Dierickx          | Flory Ongenae          | Gilbert Wuytack         |
| 1971  | Maurice Dury            | Etienne Sonck          | Eddy Verstraeten        |
| 1972  | Pieter Nassen           | Ludo Van der Linden    | Luc Van den Daele       |
| 1973  | Edward Janssens         | Maurice Dury           | Julien Verboven         |
| 1974  | Albert Van Vlierberghe  | Fernand Hermie         | Englebert Opdebeeck     |
| 1975  | André Dierickx          | Herman Vrijders        | Jozef Abelshausen       |
| 1976  | André Dierickx          | Paul Clinckart         | Giovanni Jiménez        |
| 1977  | André Delcroix (nl)     | Ferdi Van den Haute    | Willy Teirlinck         |
| 1978  | Gery Verlinden          | Ludo Schurgers (nl)    | Willy Sprangers         |
| 1979  | Jean-Luc Vandenbroucke  | Ghislain Van Landeghem | Ferdi Van den Haute     |
| 1980  | Willy Teirlinck         | Ferdi Van den Haute    | Fons De Wolf            |
| 1981  | Willy Teirlinck         | Herman Vanspringel     | Leo Wellens             |
| 1982  | Willem Peeters          | Dirk Heirweg           | Johnny De Nul (nl)      |
| 1983  | Dirk Heirweg            | Allan Peiper           | Walter Dalgal           |
| 1984  | Dirk Heirweg            | Willy Teirlinck        | Diederik Foubert (nl)   |
| 1985  | Noël Segers             | Jacques Cambier        | Wim Van Eynde           |
| 1986  | Dirk Heirweg            | André Meuwissen        | Fons De Wolf            |
| 1987  | Etienne De Wilde        | Filip Van Vooren       | Danny Clark             |
| 1988  | Peter De Clercq         | Thomas Wegmüller       | Jean Habets (nl)        |
| 1989  | Koen Vekemans           | Ferdi Dierickx         | Walter Dalgal           |
| 1990  | Louis de Koning         | Patrick Roelandt       | Etienne De Wilde        |
| 1991  | Heinz Imboden           | Danny Neskens          | Peter Spaenhoven (nl)   |
| 1992  | Didier Priem            | Louis de Koning        | Eric De Clercq          |
| 1993  | Benjamin Van Itterbeeck | Kees Hopmans (nl)      | Jan Goessens            |
| 1994  | Wiebren Veenstra        | Ludo Dierckxsens       | Patrick De Wael         |
| 1995  | Michel Vanhaecke        | Daniel Verelst         | Jean-Pierre Heynderickx |
| 1996  | Tony Bracke             | Chris Peers            | Kyrylo Pospyeyev        |
| 1997  | Johan De Geyter         | Andy De Smet           | Matthew Gilmore         |
| 1998  | Peter Van Petegem       | Arvis Piziks           | Johan Verstrepen        |
| 1999  | Bart Heirewegh          | Jurgen Vermeersch (nl) | Michel Lafis            |
| 2000  | Wim Vansevenant         | Lars Michaelsen        | Ludo Dierckxsens        |
| 2001  | Eric De Clercq          | Niko Eeckhout          | Jarno Vanfrachem        |
| 2002  | Björn Leukemans         | Gorik Gardeyn          | Bert De Waele           |
| 2003  | Andy De Smet            | Wim Vansevenant        | Kristof Trouvé (nl)     |
| 2004  | Erwin Thijs             | Mario De Clercq        | Geoffrey Demeyere       |
| 2005  | Niko Eeckhout           | Wouter Van Mechelen    | Iljo Keisse             |
| 2006  | Maarten Wynants         | Andy Cappelle          | Frédéric Amorison       |
| 2007  | Geert Omloop            | Greg Van Avermaet      | Frédéric Amorison       |
| 2008  | Jérôme Baugnies         | Reinier Honig          | Pieter Ghyllebert       |
| 2009  | Kenny Dehaes            | Stefan van Dijk        | Denis Flahaut           |
| 2010  | Kenny Dehaes            | Björn Leukemans        | Davy Commeyne           |
| 2011  | Joeri Stallaert         | Kevin Pauwels          | Kevin Peeters           |
| 2012  | Mark McNally            | Kévin Lalouette        | Niko Eeckhout           |
| 2013  | Arnaud Démare           | Stefan van Dijk        | Laurent Pichon          |
| 2014  | Tom Van Asbroeck        | Michael Van Staeyen    | Jarl Salomein           |
| 2015  | Maarten Tjallingii      | Wouter Mol             | Peter Koning            |
| 2016  | Peter Koning            | Jérôme Baugnies        | Patrick Bevin           |
| 2017  | Jonas Bokeloh           | Brad Evans             | Dennis Coenen           |
| 2018  | Tom Van Asbroeck        | Michael Van Staeyen    | Kenny Dehaes            |
| 2019  | Dries De Bondt          | Michael Freiberg       | Samuel Leroux           |
| 2020  | Pas organisé            |                        |                         |
| 2021  | Jens Reynders           | Michael Van Staeyen    | Gilles De Wilde         |
| 2022  | Jules Hesters           | Dries De Bondt         | Jens Reynders           |